# Bánfalvi Béla
Bánfalvi Béla (Budapest, 1954. február 28. –) Liszt Ferenc-díjas magyar hegedűművész.

## Élete, pályája
Középfokú tanulmányait a Bartók Béla Zeneművészeti Szakközépiskolában, a felsőfokút a Liszt Ferenc Zeneművészeti Főiskolán végezte Szász József volt a mestere, 1977-ben diplomázott hegedűművészként és hegedűtanárként. 1979–1982 között a Állami Hangversenyzenekar koncertmestere lett, majd 1985-ig a Bartók Vonósnégyes tagja volt.
Az 1986-ban létrejött Budapesti Vonósok kamarazenekar alapító tagja, és 2011-ig koncertmestere és szólistája volt. Szólistaként más nagyzenekarokkal is fellépett, illetve kamarazenészként is aktív; a Budapest Szextett alapító tagja.
Friss diplomásként a Liszt Ferenc Zeneművészeti Egyetem oktatója lett (2007-ig), 2001-ben habilitált. 2001-től a Pécsi Tudományegyetem Művészeti Kara hegedű tanszakának tanszékvezetője.
Lemezei a Hungaroton, a Capriccio, a Naxos, a Marco Polo és a Nuova Era kiadásában jelentek meg. Utóbbi kiadóval jelentette meg Antonio Vivaldi összes concertóját.

## Elismerései
- 1986, 2001 –  Bartók–Pásztory-díj
- 1998 – Liszt Ferenc-díj
- 2006 – Magyar Köztársasági Arany Érdemkereszt